# 宋城街道
宋城街道，是中华人民共和国河南省商丘市睢阳区下辖的一个乡镇级行政单位。

## 行政区划
宋城街道下辖以下地区：
张吉庄村、大吴庄村、蔡庄村、沈营村、朱庄村、曹吴庄村、曹阁村、茶庵村、许楼村、杨楼村和五里井村。